# De Panne
De Panne és un municipi belga de la província de Flandes Occidental a la regió de Flandes. Està compost per les seccions de De Panne i Adinkerke.

## Seccions
| #  | Nom       | Superfície (km²) | Població (2001) |
| -- | --------- | ---------------- | --------------- |
| I  | De Panne  | 9,01             | 7.349           |
| II | Adinkerke | 14,89            | 2.519           |

## Evolució demogràfica
- Fonts:NIS, www.westhoek.be i Gemeente De Panne
- 1911: separació de De Panne i Adinkerke
- 1977: unificació d'Adinkerke amb De Panne

## Localització

Mapa de De Panne

| - a. Koksijde - b. Veurne - c. De Moeren (Veurne) - d. Les Moëres - e. Ghyvelde - f. Bray-Dunes |

## Heràldica
L'actual escut vol unificar els antics escuts de les dues viles.

Escut d'Adinkerke
Escut de De Panne abans de 1977
Actual escut de De Panne.

## Agermanaments
- Sainte-Adresse, França
- Hlohovec, Eslovàquia